# Luis Miranda Junco
Luis Miranda Junco (Las Palmas de Gran Canària, 5 d'octubre de 1919 - Las Palmas de Gran Canària, 17 d'agost de 1969) fou un futbolista canari de la dècada de 1940.

## Trajectòria
La seva carrera transcorregué principalment al Real Club Victoria canari, excepte durant els anys posteriors a la Guerra Civil, en els quals provà fortuna al futbol peninsular. Jugà breument al Reial Madrid l'any 1939. Més tard jugà al FC Barcelona, amb qui debutà a primera divisió. A continuació fou jugador de l'Atlético Aviación. La primera temporada guanyà la lliga però en disputà cap partit. La segona jugà quatre partits de lliga. Acabà novament al Real Club Victoria.